# Nicolas Genka
Nicolas Genka, nato Eugène Nicolas (Quimper, 3 dicembre 1937 – Nogent-sur-Marne, 13 gennaio 2009), è stato uno scrittore francese.

## Biografia
Eugène Nicolas nasce a Quimper, in Bretagna, nel 1937, da padre bretone e madre tedesca.
Esordisce nella narrativa nel 1962 con lo scandaloso L'Epimostro e in seguito dà alle stampe Jeanne la pudeur nel 1964 vincendo il Prix Fénéon l'anno successivo, ma ottendendo anche per quest'opera critiche e censure per le tematiche trattate quali la violenza e la prostituzione.
Dopo L'Abominable Boum des entrepôts Léon-Arthur del 1968 si ritira dalle scene e lavora per il cinema prima di tornare nel 2001 con Les Premières Maisons de ville, primo capitolo di una programmata saga di nove romanzi che non vedranno la luce.
La morte lo coglie infatti nella notte tra il 12 e il 13 gennaio 2009 nella sua casa a Nogent-sur-Marne.

## L'Epimostro
Dopo avere partecipato alla Guerra d'Algeria, tornato in Francia pubblica dopo tredici rifiuti il suo romanzo d'esordio L'Epimostro presso l'editore Julliard.
La storia incestuosa di un padre e delle sue due figlie non resiste molto negli scaffali delle librerie e viene ritirato dal commercio dopo sei mesi dall'allora Ministro dell'Interno Roger Frey in nome della protezione dei minori. 
Molti intellettuali si mobilitano per difendere l'opera; tra di essi Jean Cocteau che gli assegna il neonato Prix des Enfants-Terribles e Pier Paolo Pasolini, Vladimir Nabokov e Yukio Mishima che si propongono per tradurlo nelle rispettive lingue. 
Solo nel 1999 il romanzo viene ristampato da un piccolo editore parigino, Exils, nonostante il provvedimento fosse ancora in vigore dopo 37 anni.
Nel 2004 viene tradotto in italiano per i tipi di Fandango.

## Opere
- L'Epimostro (L'Épi monstre) (1961), Roma, Fandango, 2004 traduzione di Luca Scarlini, prefazione di Jean Cocteau ISBN 88-87517-93-2
- Jeanne la pudeur (1964)
- L'Abominable Boum des entrepôts Léon-Arthur (1968)
- Les Premières Maisons de ville (2001)

## Riconoscimenti
- 1962 Prix des Enfants-Terribles per L'Epimostro
- 1965 Prix Fénéon per Jeanne la pudeur